# Sabu Raijua
Saibu Raijua ist ein indonesischer Regierungsbezirk (Kabupaten) in der Sawusee zwischen den Inseln Sumba und Timor. Er gehört neben 20 anderen Regierungsbezirken zur Provinz Nusa Tenggara Timur.

## Geographie
Der Bezirk Saibua Raijua besteht aus fünf Inseln, von denen aber nur zwei bewohnt sind, die Hauptinsel Sabu und die kleinere, westlicher gelegene Insel Raijhua, die einen eigenen Distrikt bildet. Die Inselgruppe erstreckt sich zwischen 10°25′07,12″ und 10°49′45,83″ s. Br. sowie zwischen 121°16′10,78″ und 122°0′30,26″ ö. L.

## Verwaltungsgliederung
Der Regierungsbezirk gliedert sich in sechs Distrikte (Kecamatan) mit 63 Dörfern, von denen 5 städtischen Charakters (Kelurahan) sind. Eine weitere Untergliederung erfolgt in 244 Dusun (Weiler), 524 RW (Rukun Warga, Wohnviertel) und 1063 RT (Rukun Tetangga, Nachbarschaften).
| Code 1   | Kecamatan Distrikt | Ibu Kota Verwaltungssitz | Fläche (km²) | Einwohner Census 2010 2 | Volkszählung 2020 | Volkszählung 2020 | Volkszählung 2020 | Anzahl der Dörfer | Anzahl der Dörfer |
| Code 1   | Kecamatan Distrikt | Ibu Kota Verwaltungssitz | Fläche (km²) | Einwohner Census 2010 2 | Einwohner 3       | 0Dichte 40        | Sex Ratio 5       | Desa 6            | Kel. 7            |
| -------- | ------------------ | ------------------------ | ------------ | ----------------------- | ----------------- | ----------------- | ----------------- | ----------------- | ----------------- |
| 53.20.01 | Sabu Barat         | Seba                     | 185,16       | 26.463                  | 33.225            | 179,4             | 105,5             | 17                | 1                 |
| 53.20.02 | Sabu Tengah        | Eimadake                 | 78,62        | 7.165                   | 8.833             | 106,0             | 106,2             | 8                 | –                 |
| 53.20.03 | Sabu Timur         | Bolou                    | 37,21        | 7.453                   | 8.937             | 240,2             | 103,9             | 8                 | 2                 |
| 53.20.04 | Sabu Liae          | Eilogu                   | 57,62        | 8.847                   | 10.718            | 186,0             | 101,3             | 12                | –                 |
| 53.20.05 | Hawu Mehara        | Tana Jawa                | 62,81        | 15.361                  | 18.664            | 297,2             | 105,0             | 10                | –                 |
| 53.20.06 | Raijua             | Ledeunu                  | 38,16        | 7.671                   | 8.950             | 234,5             | 101,1             | 3                 | 2                 |
| 53.20    | Kab. Sabu Raijua   | Kab. Sabu Raijua         | 459,58       | 72.960                  | 89.327            | 193,3             | 104,3             | 58                | 5                 |

### Verwaltungsgeschichte
Durch das Gesetz Nr. 52 des Jahres 2008 wurde der Regierungsbezirk Sabu Raijua aus dem Regierungsbezirk Kupang (Insel Timor) ausgegliedert.

## Demographie
Zur Volkszählung im September 2020 (indonesisch Sensus Penduduk - SP2020) lebten im Regierungsbezirk Sabu Raijua 89.327 Menschen, davon 45.612 Frauen (51,06 %) und 43.715 Männer (48,94 %). Gegenüber dem letzten Census (2010) stieg der Frauenanteil um 0,17 %. Mitte 2022 waren 90,56 Prozent der Einwohner Protestanten und 2,68 % Katholiken, zum Islam bekannten sich 0,97 %. 59.441 Personen oder 63,01 % gehörten zur erwerbsfähigen Bevölkerung (15–64 Jahre); 29,91 % waren Kinder und 7,08 % im Rentenalter. Von der Gesamtbevölkerung waren 63,00 % ledig, 32,71 % verheiratet, 0,31 % geschieden und 3,99 % verwitwet. Der HDI-Index betrug 2020 57,02 und war der tiefste der Provinz.